# NGC 7320
NGC 7320 és una galàxia espiral (Scd) pertanyent al Quintet d'Stephan situada en la direcció de la constel·lació del Pegàs. Posseeix una declinació de +33° 56' 54" i una ascensió recta de 22 hores, 36 minuts i 03,5 segons.